# Carne dos Açores

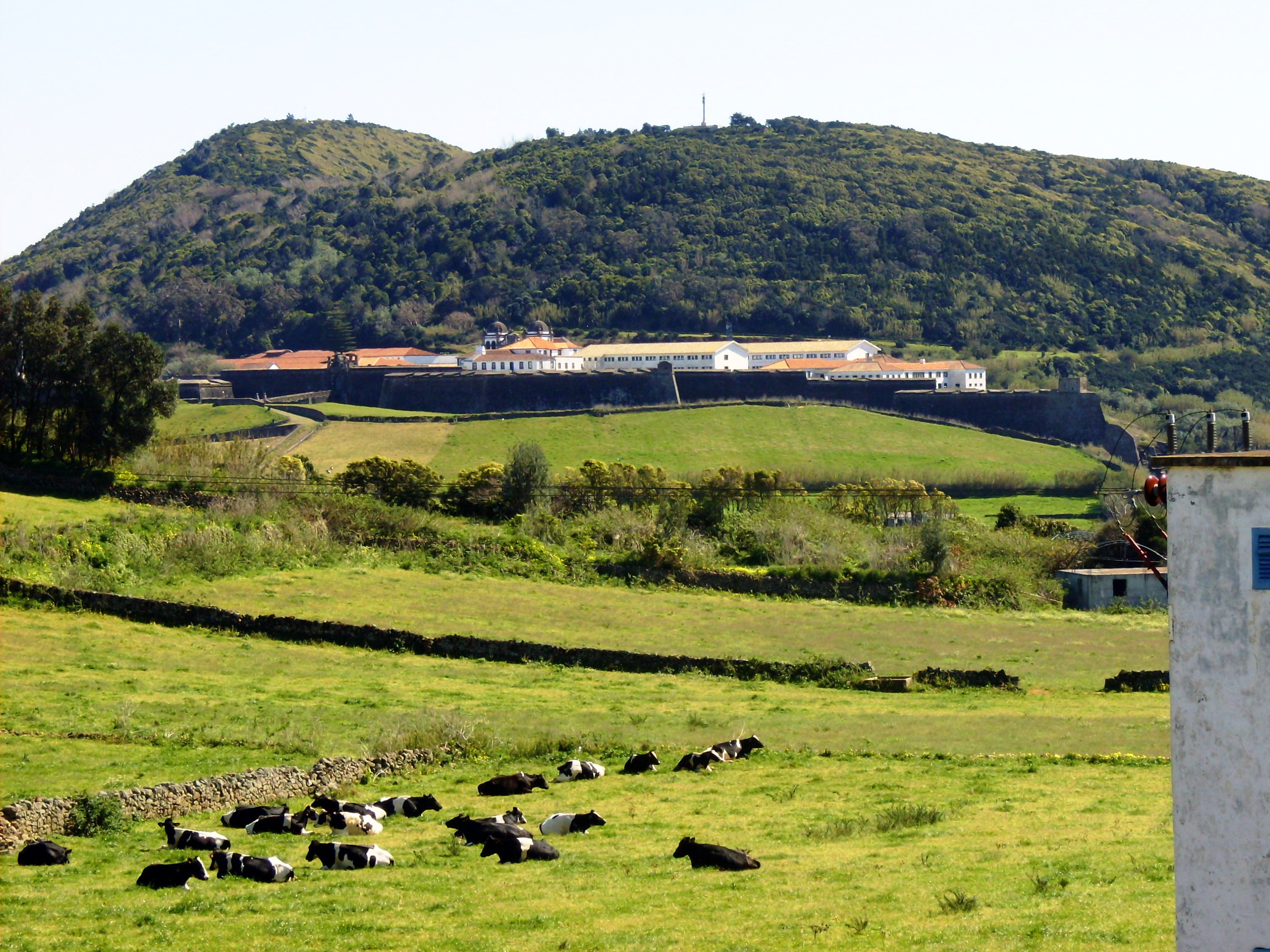
Gado no pasto, Angra do Heroísmo, ilha Terceira, Açores: ao fundo, o Monte Brasil com a Fortaleza de São João Baptista.

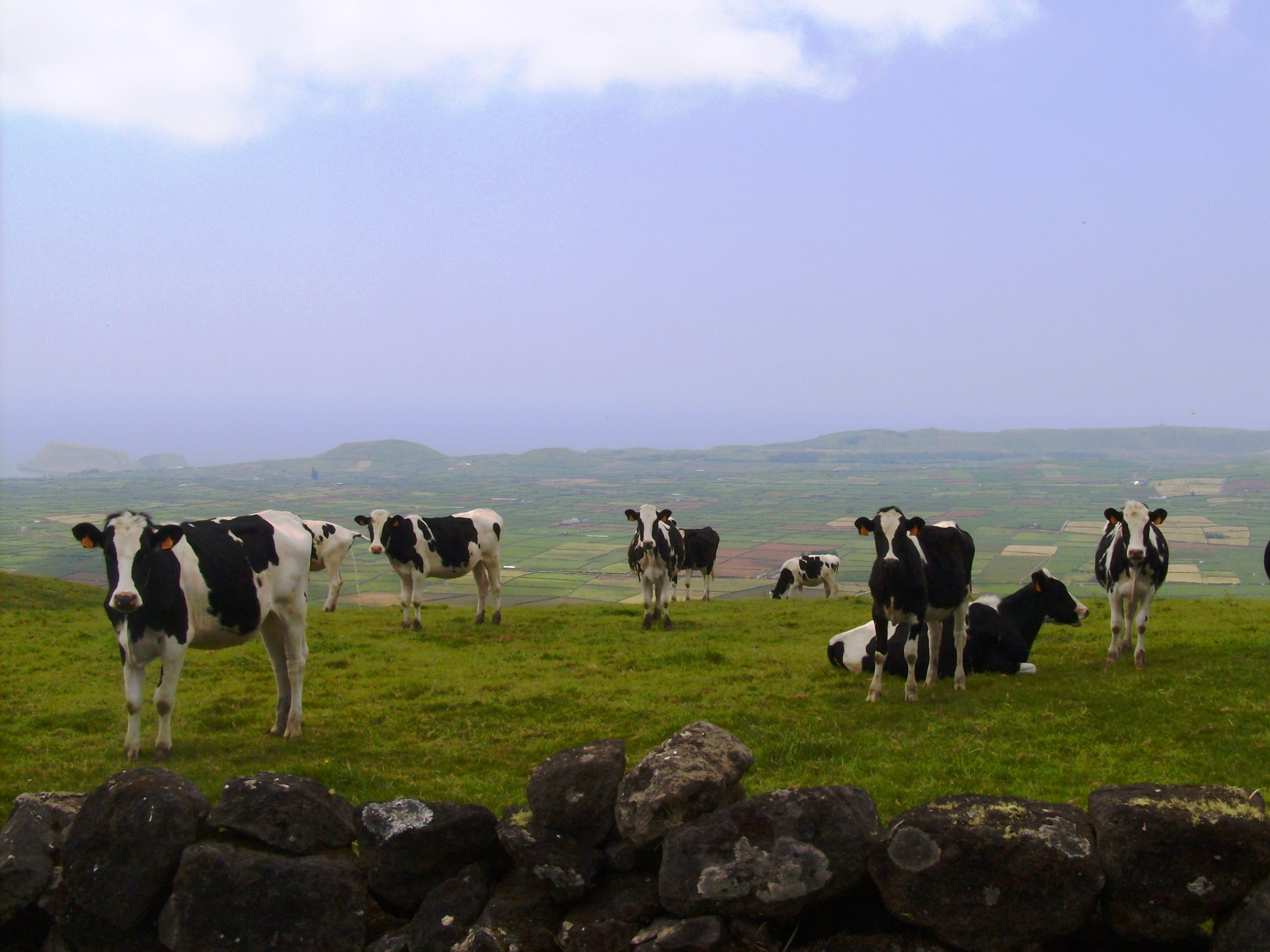
Gado bovino em pasto na serra do Cume, Praia da Vitória, ilha Terceira, Açores.

Carne dos Açores - Indicação Geográfica Protegida é um produto português com Indicação Geográfica Protegida.
Define-se como a carne obtida de bovinos nascidos, criados e abatidos na Região Autónoma dos Açores, segundo um modo particular de produção, que assenta no recurso às pastagens naturais das ilhas do arquipélago, e num sistema de vaca aleitante, onde os vitelos são amamentados pelo menos até aos 3 meses de idade.
As condições de clima e dos solos nas ilhas proporcionam o desenvolvimento de pastagens abundantes, que contribuem de modo determinante para uma carne de qualidade particular. A carne dos animais que nelas se alimentam possui um baixo teor de gordura, mas um elevado teor em ácidos gordos, benéficos à saúde humana (Ômega 3 e CLA), assim como de antioxidantes (vitamina E e beta-carotenos).
A Carne dos Açores-IGP caracteriza-se como sendo tenra, suculenta, de coloração rosa-madura, com ligeira infiltração de gordura intra-muscular, detentora de um aroma e sabor característicos, inerente ao modo de produção tradicional à base do pastoreio rotacional.
O reconhecimento da qualidade da Carne dos Açores como "Indicação Geográfica Protegida" foi concedido pela União Europeia em 2003, em concreto através da proteção na utilização da palavra "Açores" em produtos afins.
A produção, abate, desmancha e comercialização é controlada e certificada em toda a cadeia, que se inicia na identificação das explorações e dos animais até aos pontos de venda, assegurando-se assim a origem da carne e a respectiva segurança alimentar.
As ações de controlo e certificação são de responsabilidade do Instituto de Alimentação e Mercados Agrícolas, que zela pelo cumprimento do Caderno de Especificações. A gestão do nome protegido Carne dos Açores (IGP) está ao cargo do Agrupamento de Produtores - Federação Agrícola dos Açores, que identifica e autoriza o uso da Indicação Geográfica Protegida pelos diversos intervenientes do processo. A Cooperativa Verdatlântico é a cooperativa dos produtores que controla todo o processo produtiva.